# Bell Challenge 2010
Il Bell Challenge 2010 è stato un torneo di tennis giocato sul sintetico indoor. È la 18ª edizione del Bell Challenge, che fa parte della categoria International nell'ambito del WTA Tour 2010. Si è giocato al PEPS sport complex di Québec in Canada, dal 13 settembre al 19 settembre 2010.

## Partecipanti

### Teste di serie
| Nazionalità | Giocatrice                 | Ranking1 | Testa di serie |
| ----------- | -------------------------- | -------- | -------------- |
| Francia     | Marion Bartoli             | 14       | 1              |
| Francia     | Aravane Rezaï              | 20       | 2              |
| Rep. Ceca   | Lucie Šafářová             | 28       | 3              |
| Rep. Ceca   | Barbora Záhlavová-Strýcová | 39       | 4              |
| Stati Uniti | Melanie Oudin              | 43       | 5              |
| Germania    | Julia Görges               | 44       | 6              |
| Bielorussia | Ol'ga Govorcova            | 49       | 7              |
| Svezia      | Sofia Arvidsson            | 55       | 8              |

- 1 Ranking al 30 agosto 2010.

### Altre partecipanti
Giocatrici che hanno ricevuto una Wild card:
- Heidi El Tabakh
- Rebecca Marino
- Valérie Tétreault

Giocatrici passate dalle qualificazioni:
- Irina Falconi
- Stéphanie Foretz Gacon
- Alexa Glatch
- Tamira Paszek

## Campionesse

### Singolare
Tamira Paszek ha battuto in finale  Bethanie Mattek-Sands con il punteggio di 7–6(6), 2–6, 7–5
- È il 1º titolo dell'anno per Tamira Paszek, il 2° della sua carriera.

### Doppio
Sofia Arvidsson /  Johanna Larsson hanno battuto in finale  Bethanie Mattek-Sands /  Barbora Záhlavová-Strýcová con il punteggio di 6–1, 2–6, 10–6